# Коли Біллі зустріла Лісу
«Коли Біллі зустріла Лісу» (англ. «When Billie Met Lisa») — шостий короткометражний анімаційний фільм на основі мультсеріалу «Сімпсони» виробництво «Gracie Films» і «20th Television Animation» для стримінґової платформи «Disney+». Вийшла 22 квітня 2022 року. Режисер анімації — Девід Сільверман.

## Сюжет
У вітальні Сімпсонів Ліса Сімпсон грає на своєму саксофоні. Вона отримує повідомлення на свій телефон від батька, щоб та припинила грати. До кімнати заходить Мардж прибрати, що починає турбувати Лісу. Ліса йде до будиночка на дереві, але Барт починає використовувати бензопилу, щоб завадити її грі. Дівчинка йде до музичного класу Спрінґфілдської початкової школи, але там забагато дітей, які «не можуть репетирувати вдома».
Не знайшовши спокійного місця, Ліса йде під естакаду. Неподалік зупиняється машина, і Біллі Айліш помічає гру Ліси. Айліш запрошує її на джем-сесію до своєї студії звукозапису. Там вони удвох грають початкову тему «Сімпсонів», і всім у Спрінґфілді це подобається. Тим часом Барт дорікає Фіннеасу О'Коннеллу, брату Біллі, що той не насміхається зі своєї сестри, а навпаки — допомагає їй.
Зрештою Біллі та Ліса на даху авто дивляться на зірки й обговорюють, що родина Біллі цінує її музику.

## Виробництво
В інтерв'ю виданню «Screen Rant» виконавчий продюсер Ел Джін заявив:
|  | Я говорив з [виконавчим продюсером] Джеймсом Бруксом про те, що нам робити далі, і він сказав: «Знаєте, було б чудово зробити щось із Біллі Айліш. Я бачив її на шоу «Суботнього вечора в прямому ефірі», і подумав, що, крім того, що вона ― чудова співачка, вона ще і дуже смішна. Це було б ідеальним збігом, тому ми переговорили із «Disney+»… Це було фантастично. Вона була задоволенням, і Фіннеас був задоволенням. Біллі дуже кумедна, і вона, до речі, зімпровізувала останню сцену перед титрами з Ярдлі. Все було чудово. |

## Відгуки
Джон Шварц з сайту «Bubbleblabber» оцінив короткометражку на 8/10, сказавши: «Кілька міцних жартів, які вставлені перед кульмінацією, роблять короткометражку смачним шматочком закуски, хоча я сподіваюся, що Біллі повернеться в майбутньому, тому що жарти, на мою думку, можуть бути повноціннішими протягом 22 хвилин екранного часу».
Водночас, Джеремі Браун із сайту «What's on Disney Plus» був категоричнішим і оцінив короткометражку на 2/5 зірок. Він написав у своїй рецензії:
|  | Я просто не впевнений, який був сенс цього, крім того, щоб помістити Біллі Айліш у короткометражку «Сімпсонів». Технічно все добре зроблено. Анімація красива. Озвучка чудова. Об'єктивно у цьому немає нічого поганого, але суб'єктивно я все ще не розумію, чому це потрібно було зробити. Це не породило нову пісню чи музичне відео, і це не веде ні до чого іншого для «Сімпсонів». Воно просто існує. |

У липні 2022 року короткометражку номіновано на премію «Еммі» у категорії «Найкращий анімаційний короткометражний продукт».